# Сврлижско-запланский диалект

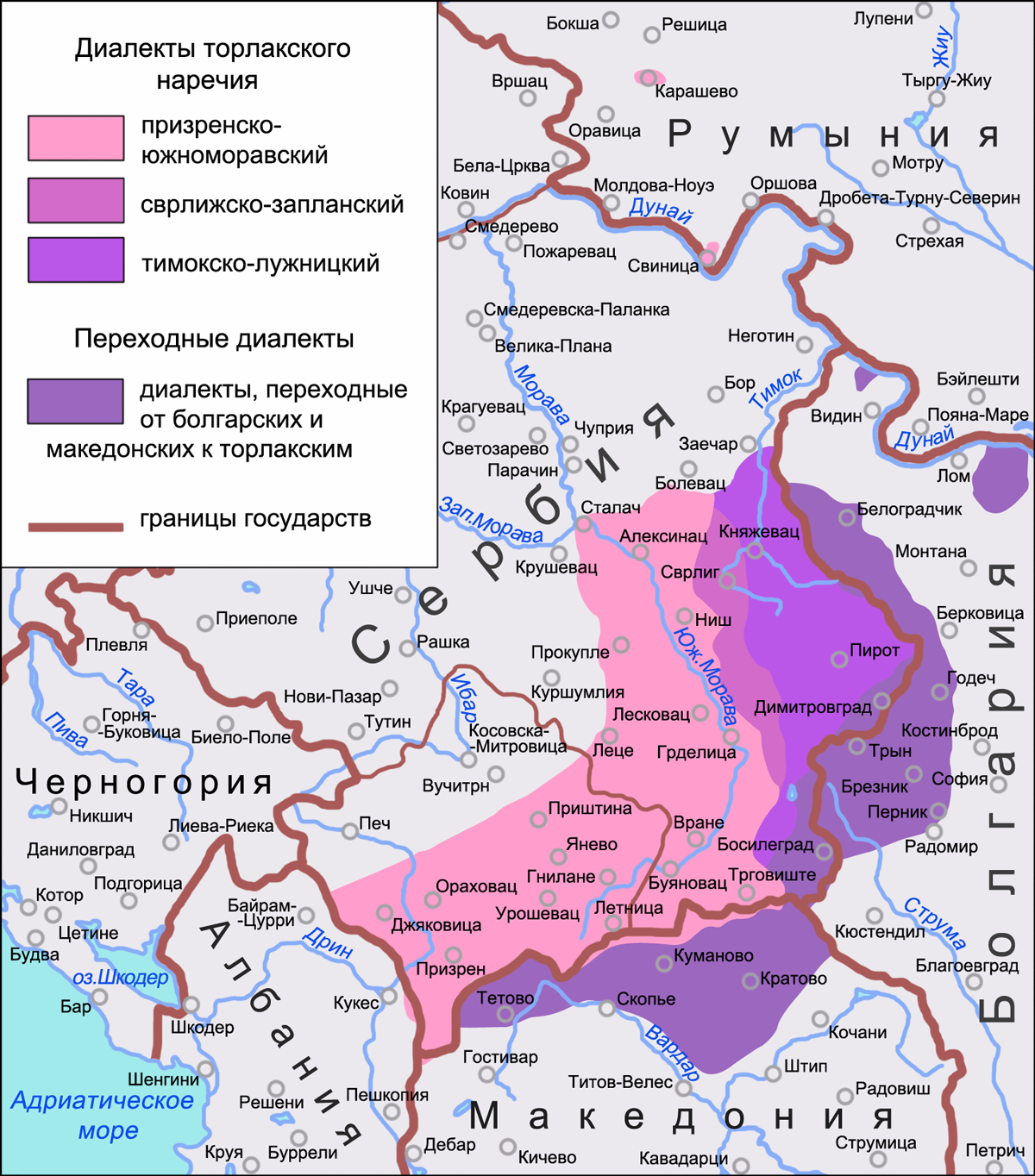
Сврлижско-запланский диалект на карте торлакского наречия

Сврли́жско-запланский диале́кт (также западноторлакский диалект, сврлижско-запланская группа говоров, западноторлакская группа говоров; серб. сврљишко-заплањски дијалекат, svrljiško-zaplanjski dijalekat) — один из трёх диалектов торлакского наречия наряду с призренско-южноморавским и тимокско-лужницким. Распространён в юго-восточной Сербии в окрестностях города Сврлига и в регионе Запланье.

## Вопросы классификации
В зависимости от того, с какой позиции рассматриваются говоры юго-восточной Сербии (как диалектная группа штокавского наречия или как самостоятельное наречие), сврлижско-запланский диалект (или группа говоров) включается в староштокавскую призренско-тимокскую диалектную группу или в состав торлакского наречия (одного из четырёх наречий сербскохорватского языкового континуума наряду с кайкавским, чакавским и штокавским).
Вместе с тимокско-лужницким сврлижско-запланский диалект относится к собственно торлакским диалектам: сврлижско-запланский также называют западноторлакским диалектом, а тимокско-лужницкий — восточноторлакским. Входящий в группу диалектов торлакского наречия призренско-южноморавский диалект рассматривается как переходный от торлакских к штокавским.

## Область распространения
Ареал сврлижско-запланского диалекта размещается на территории юго-восточной Сербии в окрестностях города Сврлига и в географическом регионе Запланье. Согласно современному административно-территориальному делению Сербии сврлижско-запланские говоры распространены в южных районах Заечарского округа, в восточных районах Нишавского округа, в крайне западных районах Пиротского округа и в восточных районах Ябланичского округа.
Ареал сврлижско-запаланского диалекта вытянут узкой полосой в направлении с севера на юг — с востока к сврлижско-запланскому ареалу примыкает ареал тимокско-лужницкого диалекта, с запада — ареал призренско-южноморавского диалекта.

## Особенности диалекта
По наличию звука на месте *l̥ сврлижско-запланские говоры сходны с призренско-южноморавскими, в которых в качестве рефлекса сонанта часто выступает гласная u (žut). При этом, если в призренско-южноморавских говорах после дентальных согласных отмечается сочетание lu (slu̍za, dlug), то в сврлижско-запланских — сочетание lə (sləza). Обособлены в сравнении с остальными торлакскими говоры тимокско-лужницкого диалекта: в лужницких на месте *l̥ обычно отмечается lə (žləto), после лабиальных — u (vuk), в тимокских говорах l̥ чаще всего сохраняется (vl̥ci).
Помимо многих общеторлакских диалектных черт в сврлижско-запланском ареале отмечаются собственные местные диалектные особенности, к ним, в частности, относят:
- наличие, как и в призренско-южноморавских говорах, согласных ć, đ (ʒ́) на месте праславянских сочетаний *tj и *dj; в тимокско-лужницких говорах на их месте развились аффрикаты č, dž (ǯ);
- распространение типа dojde;
- отсутствие, как и в призренско-южноморавских говорах, палатализации заднеязычных k и g перед гласными переднего ряда и после j, l̥ и ń, отмечаемой в говорах тимокско-лужницкого диалекта и т. д.